# در مدت معلوم (فی المدت المعلوم)
در مدت معلوم (فی المدت المعلوم)، فیلمی اجتماعی به کارگردانی وحید امیرخانی، نویسندگی مهدی علی‌میرزایی و تهیه‌کنندگی سید محسن جاهد و رؤیا شریف، محصول سال ۱۳۹۳ است.
این فیلم در تاریخ ۲۵ آذر ۱۳۹۴ در سینماهای ایران اکران شد. «در مدت معلوم»، در تاریخ ۱ خرداد ۱۳۹۵، توسط شرکت هنر اول در شبکه نمایش خانگی پخش شد.
پیش از این قرار بود «در مدت معلوم»، در تابستان ۱۳۹۴ به نمایش درآید که در نهایت اکرانش به تعویق افتاد. این فیلم به بررسی معضلات جوانان از سن بلوغ تا سن ازدواج می‌پردازد.

## خلاصه داستان
میثم (جواد عزتی)، جوانی است که کتابی منتشر نشده در ارتباط با ازدواج موقت و فشارهای جنسی جوانان دارد و سعی دارد از طریق راه حلی که فکر می‌کند صحیح است، معضلات مشکلات اجتماعی جوانانی که تحت فشار هستند را برطرف سازد اما…

## بازیگران
- جواد عزتی
- ویشکا آسایش
- هومن سیدی
- اکبر عبدی
- علی اوسیوند
- شهره قمر
- طوفان مهردادیان
- صبا گرگین‌پور
- گوهر خیراندیش
- مهدی فقیه
- مجید شهریاری
- علی سلیمانی
- سلمان فرخنده
- اصغر کردبچه